# Arlette de Falaise
Pour les articles homonymes, voir Arlette.
Arlette de Falaise (ou Herleva, Erlève, Herlève, Herlotte, Herlotte), née vers 1010 et morte vers 1050, est la concubine du duc de Normandie Robert le Magnifique. Elle est la mère de Guillaume de Normandie puis, après son mariage avec Herluin de Conteville, de deux autres fils : Odon de Bayeux et Robert de Mortain.

## Biographie
Personnage peu connu (aucun texte contemporain ne l'évoque), Arlette de Falaise ne figure pas dans les biographies de Guillaume le Conquérant écrites par Guillaume de Jumièges ou Guillaume de Poitiers. Son nom apparaît pour la première fois dans une charte de l'année 1082, soit bien après sa mort.
D'après Orderic Vital, son père s'appelait Fulbert de Waipré, et habitait Falaise. Le métier de cet homme est assez obscur. Ce chroniqueur affirme que les parents d'Arlette étaient « pollinctores », un terme habituellement traduit par « pelletiers », c'est-à-dire qui vendent des peaux et des fourrures. Le trouvère normand Wace fait de Fulbert un parmentier, nom de métier qui signifiait mot-à-mot « qui fait les parements », c'est-à-dire initialement « celui qui fabrique des pièces d'étoffes décoratives », d'où le sens dérivé de « tailleur ». En le désignant comme peletier, Benoît de Saint-Maure va dans le même sens qu'Orderic Vital, mais le nomme Robert et lui ajoute l'activité de brasseur. À l'encontre de cette tradition historiographique normande, l'historienne britannique Elisabeth van Houts traduit pollictor par « préparateur mortuaire » ou « embaumeur ». Quoi qu'il en soit, l'origine d'Arlette est modeste et infamante pour son fils Guillaume, même si Robert le Magnifique éleva ensuite Fulbert à la fonction de chambrier ducal.
Une légende locale, relate qu'elle serait née à Huy, petite ville de la province de Liège, en Belgique, fille de Fulbert, tanneur de Florennes et de Doda, princesse écossaise.

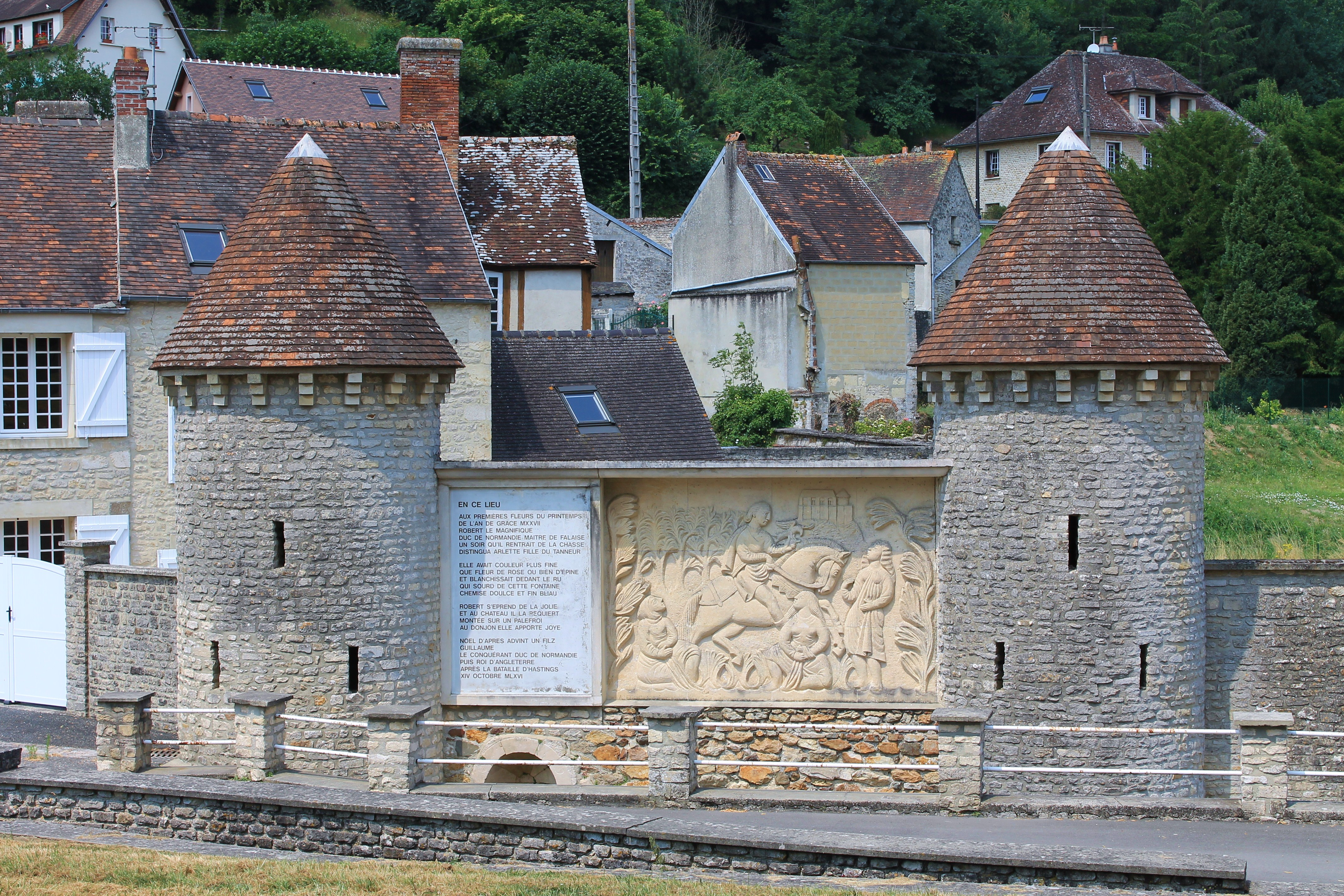
La fontaine d'Arlette à Falaise.

Beaucoup de textes, largement postérieurs à la vie des protagonistes, racontent, avec romantisme, la rencontre entre le duc Robert le Magnifique et Arlette. Une légende relate notamment que le jeune duc Robert, de retour d'une chasse à cheval, vit Arlette laver son linge dans la rivière au lieu-dit : « La Fontaine d'Arlette », au pied du château de Falaise. Il ne résista pas à sa séduction et la prit pour concubine.
Une variante raconte qu'Arlette chantait et dansait dans les champs avec d'autres jeunes filles, quand le futur duc la remarqua de sa fenêtre. Quoi qu'il en soit, elle lui donna une fille, Adélaïde, née vers 1026, et un fils, Guillaume, né vers 1027.
Arlette de Falaise fut mariée ensuite à Herluin de Conteville, un modeste seigneur du sud de l'estuaire de la Seine. La date de leur mariage reste discutée. Deux hypothèses s'opposent sur ce point. Selon la première, le duc, s'étant désintéressé de sa maîtresse, la donna à marier à Herluin, leur mariage et la naissance de leurs deux fils ayant lieu entre 1029 et 1032. La seconde théorie s'appuie sur le récit de Guillaume de Jumièges : « Mais après que le duc pèlerin de Jérusalem fut mort, un certain Herluin, brave chevalier, prit Herlève pour femme, et en eut deux fils, Eudes et Robert, qui dans la suite parvinrent à une grande illustration ».
Trois enfants (ou quatre voire cinq selon D. Bates) sont nés de cette union : Odon de Bayeux, Robert de Mortain, et Muriel. Odon et Robert deviennent tous deux des piliers du régime de Guillaume, devenu duc de Normandie, puis roi d'Angleterre en 1066. Muriel épouse Eudes au Chapel (ancien normand al Capel « au chapeau »), vicomte du Cotentin, que Wace liste parmi les conseillers du duc en 1066. Adélaïde, une demi-sœur de Guillaume, est peut-être la fille issue d'une autre maîtresse de Robert de Normandie, mais elle est plus probablement la fille d'Arlette. Pour l'historien britannique David Bates, elle est la fille d'Arlette et Herluin. Pour l'historien français Pierre Bauduin, Adélaïde est la fille du duc Robert et d'une maîtresse inconnue qui n'est pas Arlette.
En 1035, le duc Robert le Magnifique meurt. Bien que Guillaume fût de naissance illégitime, il hérita donc du titre de son père, et Gilbert de Brionne devint son tuteur. Plusieurs barons normands, qui n'acceptaient pas ce bâtard comme duc, tentèrent d'assassiner Guillaume en 1046, ils échouèrent.
Lorsque Guillaume le Conquérant, devenu duc de Normandie, décida d'envahir l'Angleterre en 1066, il demanda à ses demi-frères Odon de Bayeux et Robert de Mortain de se joindre à lui.
La position privilégiée d'Arlette de Falaise profita aux membres de sa famille. Son père entra certainement au service du duc grâce à elle. Deux de ses frères sont connus, Gaultier et Osbern. Gautier aurait été l'un des gardes du corps de son neveu, le duc Guillaume le Bâtard, durant les troubles de son enfance. Orderic Vital relate qu'une nuit Gautier dut lui sauver la vie en se réfugiant dans la « retraite [...] du pauvre ». L'une des filles de Gautier, Mathilde, épousa Raoul II Tesson, dont la famille était éminente en moyenne Normandie.
Arlette de Falaise décède aux environs de 1050. D'après le chroniqueur Robert de Torigny, elle est inhumée à l'abbaye de Grestain. Pour l'historien britannique David C. Douglas, il est très improbable qu'elle soit enterrée là, car elle n'est pas mentionnée comme bienfaitrice de l'abbaye à sa création, et cette création date certainement d'après sa mort.

## Familles et descendance
Avec le duc de Normandie Robert le Magnifique :
- Guillaume le Conquérant (v. 1027-1087), duc de Normandie, roi d'Angleterre.

Avec Herluin de Conteville († v. 1066) :
- Robert de Mortain († apr. 1090), comte de Mortain, et de Cornouailles, compagnon du Conquérant ;
- Odon de Bayeux († 1097), évêque de Bayeux, comte de Kent, compagnon du Conquérant.

Il y a débat entre historiens sur d'autres possibles enfants :
- Adélaïde (v. 1026-v. 1090), comtesse d'Aumale[12] ;
- Muriel, qui épouse Eudes au Capel, vicomte du Cotentin, que Wace liste parmi les conseillers du duc en 1066[11] ;
- Une fille non nommée qui épouse Guillaume, seigneur de La Ferté-Macé[12], mais qui pourrait être aussi une fille d'Herluin et de sa seconde épouse.